# Еуріку Гоміш
Еуріку Гоміш (порт. Eurico Gomes, нар. 29 вересня 1955, Санта-Марта-де-Пенагіан) — португальський футболіст, що грав на позиції центрального захисника за три найтитулованіші португальські клубні команди — «Бенфіку», «Спортінг» та «Порту», а також за національну збірну Португалії.
По завершенні ігрової кар'єри — тренер.
Шестиразовий чемпіон Португалії. Дворазовий володар Кубка Португалії. 

## Клубна кар'єра
У дорослому футболі дебютував 1975 року виступами за команду «Бенфіка», в якій провів чотири сезони, взявши участь у 89 матчах чемпіонату. Більшість часу, проведеного у складі «Бенфіки», був основним гравцем захисту команди. За цей час двічі виборював титул чемпіона Португалії.
Протягом 1979—1982 років захищав кольори іншого лісабонського клубу, «Спортінга». За цей час додав до переліку своїх трофеїв ще два титули чемпіона Португалії.
1982 року став гравцем третього португальського гранда, «Порту». Відіграв за команду з Порту наступні чотири сезони своєї ігрової кар'єри і так само як у попередніх командах двічі ставав чемпіоном Португалії.
Завершував ігрову кар'єру у скромнішій «Віторії» (Сетубал), за яку виступав протягом 1987—1989 років.

## Виступи за збірну
1978 року дебютував в офіційних матчах у складі національної збірної Португалії.
Був основним центральним захисником збірної на чемпіонаті Європи 1984 року у Франції, на якому португальці здобули бронзові нагороди, взявши участь у всіх їх чотирьох іграх.
Загалом протягом кар'єри в національній команді, яка тривала 8 років, провів у її формі 38 матчів, забивши 3 голи.

## Кар'єра тренера
Розпочав тренерську кар'єру відразу ж по завершенні кар'єри гравця, 1989 року, очоливши тренерський штаб клубу «Ріу-Аве». Протягом 1990-х регулярно змінював команди, встигши попрацювати із цілою низкою португальських клубів, здебільшого нижчолігових.
У середині 2000-х працював в Алжирі, де тренував «ЖСМ Беджая» та «Оран», після чого протягом сезону тренував грецький «Етнікос» (Пірей).
Упродовж 2009–2011 років очолював тренерські штаби саудівських «Аль-Вахди» (Мекка) та «Ар-Раїда».

## Титули і досягнення
- Чемпіон Португалії (6):

«Бенфіка»: 1975-1976, 1976-1977
«Спортінг»: 1979-1980, 1981-1982
«Порту»: 1984-1985, 1985-1986
- Володар Кубка Португалії (2):

«Спортінг»: 1981-1982
«Порту»: 1983-1984